# Carolinenkarekiet
De carolinenkarekiet (Acrocephalus syrinx) is een zangvogel uit de familie van Acrocephalidae (rietzangers).

## Verspreiding en leefgebied
Deze soort is endemisch op de eilandengroep de Carolinen in Micronesië.

## Status
De grootte van de populatie is niet gekwantificeerd maar de soort wordt omschreven als algemeen op een aantal eilanden. Op de Rode lijst van de IUCN heeft deze soort de status niet bedreigd.